# Lavezares
Lavezares (Bayan ng Lavezares) är en kommun i Filippinerna. Kommunen ligger på ön Samar, och tillhör provinsen Norra Samar. Folkmängden uppgår till 23 991 invånare.

## Barangayer
Lavezares är indelat i 26 barangayer.
| - Balicuatro - Bani - Barobaybay - Caburihan (Pob.) - Caragas (Pob.) - Cataogan (Pob.) - Chansvilla - Datag - Enriqueta - Libas - Libertad - Macarthur - Magsaysay | - Maravilla - Ocad (Pob.) - Salvacion - San Agustin - San Isidro - San Jose - San Juan - San Miguel - To-og - Urdaneta - Villa - Villahermosa - Sabong-Tabok |